# Mark Cooper
Mark Cooper (Wakefield, 18 dicembre 1968) è un allenatore di calcio ed ex calciatore inglese, di ruolo centrocampista.

## Carriera

### Giocatore
Gioca nelle giovanili del Bristol City, con cui successivamente viene aggregato alla prima squadra, senza però mai esordirvi; dal 1989 al 1991 gioca nell'Exeter City, fra quarta divisione (stagione 1989-1990) e terza divisione (1990-1991), collezionandovi 50 presenze e segnando 12 reti, intervallate da un prestito al Southend Utd, con cui gioca 5 partite in quarta divisione nei mesi finali della stagione 1989-1990. Dal settembre del 1991 al 21 novembre 1992 gioca 39 partite con il Birmingham City, con cui nella stagione 1991-1992 conquista una promozione dalla terza alla seconda divisione inglese. Dal 1992 al 1994 gioca per due stagioni in terza serie al Fulham, intervallate da un prestito di tre mesi dal marzo al maggio del 1993 all'Huddersfield Town, sempre in terza serie. Dal 1994 al 1998 gioca invece in quarta serie, con le maglie di Exeter City, Hartlepool Utd, Macclesfield Town e Leyton Orient. Gioca poi per ulteriori nove stagioni, sempre nel calcio Non-League.

### Allenatore
Dal 16 novembre 2009 al 1º febbraio 2010 ha allenato il Peterborough Utd, club di Football League Championship, con cui in 13 partite ha avuto un bilancio di una vittoria, 4 pareggi ed 8 sconfitte. Nella stagione 2010-2011 ha allenato il Darlington, con cui ha vinto il FA Trophy.
Dal 2013 al 2015 ha allenato lo Swindon Town, nella terza divisione inglese.
Dal 2016,ha allenato il Forest Green per poi essere esonerato nel 2021

## Palmarès

### Giocatore

#### Competizioni nazionali
- Southern Football League: 1

Tamworth: 2002-2003

### Allenatore

#### Competizioni nazionali
- National League North: 1

Kettering Town: 2007-2008
- FA Trophy: 1

Darlington: 2010-2011